# Володимир (Фірман)
Володимир Фірман (нар. 8 травня 1976, с. Зарваниця, нині Україна) — український релігійний діяч, отець-митрат (2017). Ректор Марійського духовного центру «Зарваниця», волонтер. З 12 липня 2023 року — єпископ-помічник Тернопільсько-Зборівської архієпархії УГКЦ.

## Життєпис
Володимир Фірман народився 8 травня 1976 року у селі Зарваниця, нині Золотниківської громади Тернопільського району Тернопільської области України.
Закінчив Тернопільську вищу духовну семінарію, Львівську бізнес-школу Українського католицького університету.
Ректор Зарваницького духовного центру.
У 2017 році під час зустрічі з Папою Римським Франциском разом із судовим вікарієм Тернопільсько-Зборівської архиєпархії о. Романом Дутчаком подарували понтифіку Ікону Лику Христа.
Засновник фермерського господарства «Зарваниця Агро» (2006). Автор ідеї «Комплекс „Український Єрусалим“ у с. Зарваниця».

## Єпископ
12 липня 2023 року Папа Франциск дав свою згоду на канонічний вибір ієрея Володимира Фірмана єпископом-помічником Тернопільсько-Зборівської архієпархії, який здійснив Синод єпископів УГКЦ, і надав йому титул єпископа Ліміси.
Єпископська хіротонія відбулася 27 серпня 2023 року в Марійському духовному центрі «Зарваниця». Головним святителем став Отець і Глава Української Греко-Католицької Церкви Блаженніший Святослав, а співсвятителями — владика Василій Семенюк, архиєпископ і митрополит Тернопільсько-Зборівський, та владика Богдан Данило, єпископ Пармської єпархії Святого Йосафата.

## Нагороди
- Відзнака Президента України «Золоте серце» (9 грудня 2022) — за вагомий особистий внесок у надання волонтерської допомоги та розвиток волонтерського руху, зокрема під час здійснення заходів із забезпечення оборони України, захисту безпеки населення та інтересів держави у зв'язку з військовою агресією Російської Федерації проти України та подолання її наслідків[2];
- Тернопільська обласна премія імені Георгія Пінзеля (2020)[8];
- Відзнака Тернопільсько-Зборівської архиєпархії та митрополії УГКЦ на честь Патріарха Йосифа Сліпого «Великого бажайте» (2024)[9].